# Had Dra
Had Dra  (in arabo حد الدرا‎?) è un centro abitato e comune rurale del Marocco situato nella provincia di Essaouira, regione di Marrakech-Safi. Conta una popolazione di 8 989 abitanti (censimento 2014).